# Maria (Komstadius)

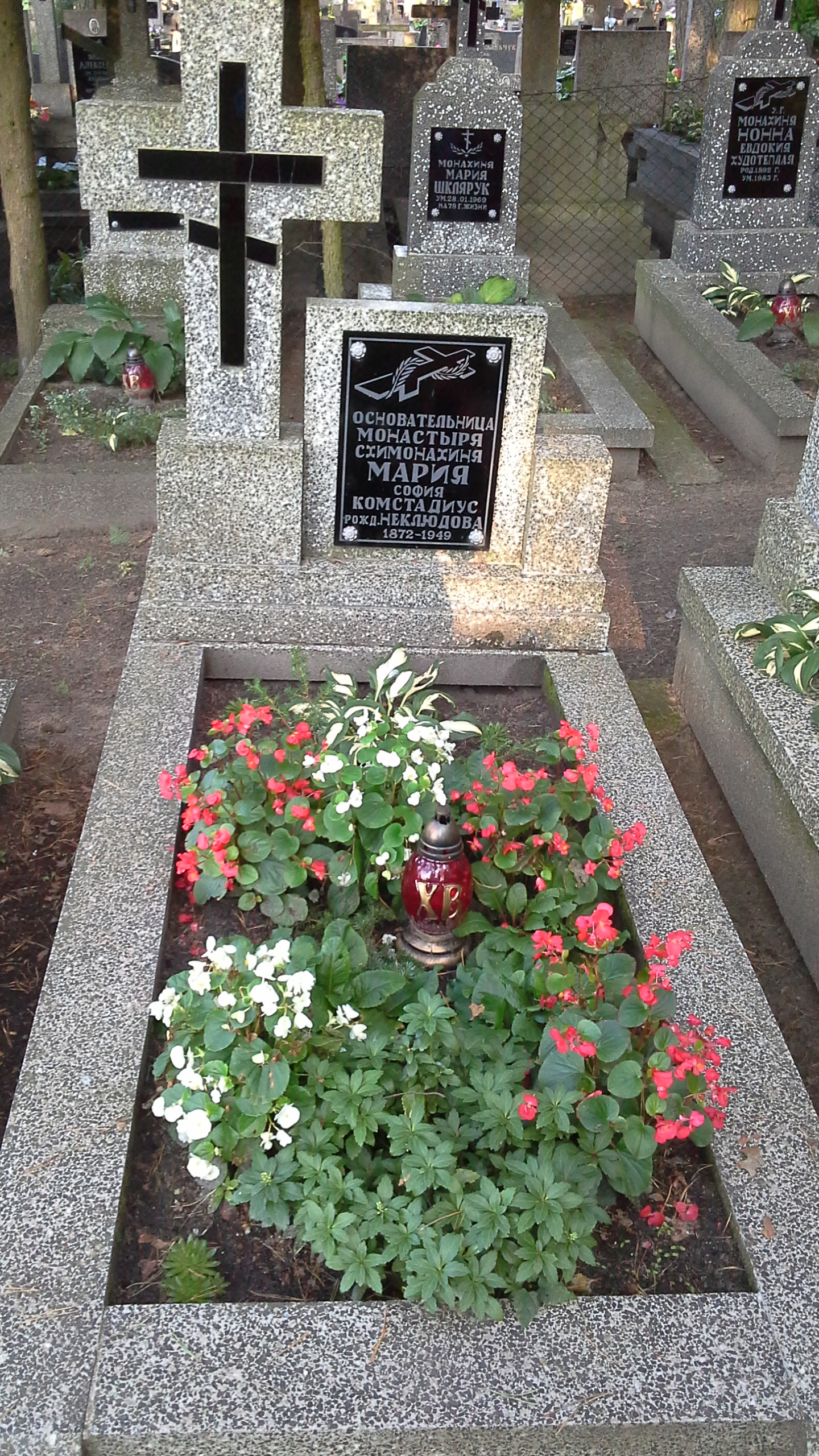
Grób schimniszki Marii na cmentarzu monasterskim na Grabarce

Maria, imię świeckie Sofia Komstadius, zd. Niekłudowa (ur. 1874, zm. 15 czerwca 1949 na górze Grabarce) – rosyjska mniszka prawosławna, twórczyni żeńskiego monasteru Świętych Marty i Marii na górze Grabarce.

## Życiorys
Pochodziła z rosyjskiej rodziny arystokratycznej. Już w młodości wyraziła chęć wstąpienia do monasteru, jednak jej rodzina sprzeciwiła się temu zamiarowi i przeforsowała jej małżeństwo ze szwedzkim imigrantem Komstadiusem. Po jego śmierci ukończyła kurs sióstr miłosierdzia i w czasie I wojny światowej pracowała w lazaretach. Po zakończeniu działań wojennych zamieszkała we Lwowie, gdzie pracowała jako nauczycielka gimnazjalna, następnie zaś była prywatną nauczycielką w majątkach na Białorusi. Po agresji III Rzeszy na Związek Radziecki udała się do Pskowa, gdzie w męskim monasterze Pskowsko-Pieczerskim złożyła wieczyste śluby mnisze z imieniem Maria. Następnie trafiła do Niemiec i postanowiła podjąć służbę w Kościele prawosławnym na ziemiach polskich. Dzięki pomocy arcybiskupa Tymoteusza (Szrettera) już po zakończeniu działań wojennych zamieszkała w Łodzi, oczekując na możliwość założenia żeńskiego monasteru. Była już wtedy schimniszką.
19 sierpnia 1947, po uroczystościach Przemienienia Pańskiego na górze Grabarce, schimniszka Maria wspólnie z arcybiskupem Tymoteuszem zdecydowała o wyborze Grabarki jako miejsca działania żeńskiej wspólnoty monastycznej, ówcześnie jedynej w PAKP, zarejestrowanej przez Ministerstwo Administracji Publicznej w 1948. Początkowo razem z pierwszymi siostrami zamieszkiwała na dzwonnicy cerkiewnej lub w stróżówce, prowadziła też szkołę dla dzieci wiejskich.
Maria (Komstadius) opracowała pierwszą regułę życia w monasterze Świętych Marty i Marii oraz współkoordynowała budowę pierwszych zabudowań monasterskich. Zmarła na Grabarce w 1949.